# ماريو أند سونيك آت ذا ريو 2016 أولمبيك غيمز
ماريو أند سونيك آت ذا ريو 2016 أولمبيك غيمز (بالإنجليزية: Mario & Sonic at the Rio 2016 Olympic Games)، هي لعبة فيديو يابانية، من تطوير سيغا سبورتس آر أند دي وآرزيست وسبايك شونسوفت، ومن نشر نينتندو، صدرت اللعبة في الأسواق سنة 2016، وتعمل على منصتي وي يو ونينتندو 3دي إس وصالة الآركيد.